# Koh-Lanta: Caramoan
Koh-Lanta: Caramoan fue un reality show francés, esta es la 8.va temporada del reality show francés Koh-Lanta, transmitido por TF1 y producido por Adventure Line Productions. Fue conducido por Denis Brogniart y se estrenó el 4 de julio de 2008 y finalizó el 20 de septiembre de 2008. Esta temporada fue grabado en Filipinas, específicamente en el archipiélago de Caramoan y contó con 17 participantes. Christelle Gauzet es quien ganó esta temporada y así obtuvo como premio € 100.000.
Esta temporada contó con 17 participantes divididos en 2 tribus; la primera es la tribu Tayak representada por el color rojo y la segunda es Mingao representada por el color amarillo. Esta temporada duró 39 días.

## Equipo del Programa
- Presentadores: Denis Brogniart lidera las competencias por equipos y los consejos de eliminación.

## Participantes
| Participante                                   | Edad | Tribu Original | Tribu Fusionada             | Resultado Final              |
| ---------------------------------------------- | ---- | -------------- | --------------------------- | ---------------------------- |
| Christelle Gauzet Oficial de policía.          | 28   | Tayak          | Unificada                   | Ganadora de Koh-Lanta        |
| Frédéric Favier Carpintero.                    | 31   | Tayak          | Unificada                   | 2.° lugar de Koh-Lanta       |
| Bertrand Bolle Piloto de helicóptero.          | 32   | Tayak          | Unificada                   | 15.to Eliminado de Koh-Lanta |
| Nathalie Ensargueix Parvularia.                | 29   | Tayak          | Unificada                   | 14.ta Eliminada de Koh-Lanta |
| Carole Rapin Diseñadora de joyería.            | 40   | Tayak          | Unificada                   | 13.ra Eliminada de Koh-Lanta |
| Régis Colombier Comerciante.                   | 56   | Mingao         | Unificada                   | 12.do Eliminado de Koh-Lanta |
| Hakim Djellali Basurero.                       | 36   | Mingao         | Unificada                   | 11.ro Eliminado de Koh-Lanta |
| Charlène Hoffness Estudiante de Arte.          | 20   | Mingao         | Unificada                   | 10.ma Eliminada de Koh-Lanta |
| Christophe Guttatoro-Martin Boxeador.          | 39   | Tayak          | Unificada                   | 9.no Eliminado de Koh-Lanta  |
| Christopher Lavaud Gerente de empresa.         | 25   | Tayak          | Unificada                   | Abandona Por lesión          |
| Jean-Bernard Hauton-Arnaud Gerente de Seguros. | 40   | Mingao         | Unificada                   | 7.mo Eliminado de Koh-Lanta  |
| Alain García Panadero.                         | 38   | Mingao         |                             | 6.to Eliminado de Koh-Lanta  |
| Jessica Joullié Estudiante de Comunicaciones.  | 20   | Mingao         | 5.ta Eliminada de Koh-Lanta |                              |
| Morgane Rodriguès Maquilladora.                | 33   | Tayak          | 4.ta Eliminada de Koh-Lanta |                              |
| Founé "Irya" Cissé Modelo.                     | 23   | Mingao         | 3.ra Eliminada de Koh-Lanta |                              |
| Cega Coulibaly Trabajador.                     | 23   | Mingao         | Abandona Por lesión         |                              |
| Valérie Tartacède-Bollaert Ingeniera.          | 41   | Mingao         | Abandona Voluntariamente    |                              |

## Desarrollo

### Competencias
| Episodio | Emisión                  | Bienestar                        | Inmunidad     | Eliminado    | Salida |
| -------- | ------------------------ | -------------------------------- | ------------- | ------------ | ------ |
| 1        | 4 de julio de 2008       | Tayak                            | Tayak         | Irya         | Día 3  |
| 2        | 11 de julio de 2008      | Tayak                            | Tayak         | Irya         | Día 6  |
| 3        | 18 de julio de 2008      | Tayak                            | Mingao        | Morgane      | Día 9  |
| 4        | 25 de julio de 2008      | Tayak                            | Tayak         | Jessica      | Día 12 |
| 5        | 1 de agosto de 2008      | Tayak                            | Tayak         | Alain        | Día 15 |
| 6        | 8 de agosto de 2008      | Mingao                           | Bertrand      | Jean-Bernard | Día 18 |
| 7        | 15 de agosto de 2008     | Charlène / Bertrand              | Christopher   | Hakim        | Día 21 |
| 8        | 22 de agosto de 2008     | Christelle                       | Carole        | Christophe   | Día 24 |
| 9        | 29 de agosto de 2008     | Bertrand                         | Bertrand      | Charlène     | Día 27 |
| 10       | 5 de septiembre de 2008  | Frédéric                         | Frédéric      | Hakim        | Día 30 |
| 11       | 12 de septiembre de 2008 | Bertrand                         | Bertrand      | Régis        | Día 33 |
| 12       | 12 de septiembre de 2008 | Nathalie                         | Frédéric      | Carole       | Día 36 |
| Episodio | Emisión                  | Mensajes de prueba               | Consejo final | Ganador      | Salida |
| 13       | 20 de septiembre de 2008 | Frédéric / Bertrand / Christelle | Christelle    | Christelle   | Día 39 |

### Jurado Final
| Participante | Puesto     | Vota por   |
| ------------ | ---------- | ---------- |
| Jean-Bernard | 1° Miembro | Christelle |
| Christophe   | 2° Miembro | Christelle |
| Charlène     | 3° Miembro | Christelle |
| Régis        | 4° Miembro | Christelle |
| Carole       | 5° Miembro | Christelle |
| Nathalie     | 6° Miembro | Christelle |
| Bertrand     | 7° Miembro | Frédéric   |

## Estadísticas Semanales
| Participante | Episodio  | Episodio  | Episodio  | Episodio  | Episodio  | Episodio  | Episodio  | Episodio  | Episodio  | Episodio  | Episodio  | Episodio  | Episodio  |
| Participante | 1         | 2         | 3         | 4         | 5         | 6         | 7         | 8         | 9         | 10        | 11        | 12        | 13        |
| ------------ | --------- | --------- | --------- | --------- | --------- | --------- | --------- | --------- | --------- | --------- | --------- | --------- | --------- |
| Christelle   | Gana      | Gana      | Salvada   | Gana      | Gana      | Salvada   | Salvada   | Salvada   | Salvada   | Salvada   | Salvada   | Salvada   | Ganadora  |
| Frédéric     | Gana      | Gana      | Salvado   | Gana      | Gana      | Salvado   | Salvado   | Salvado   | Salvado   | Inmune    | Salvado   | Inmune    | 2°.Lugar  |
| Bertrand     | Gana      | Gana      | Salvado   | Gana      | Gana      | Inmune    | Salvado   | Salvado   | Inmune    | Salvado   | Inmune    | Salvado   | Eliminado |
| Nathalie     | Gana      | Gana      | Salvada   | Gana      | Gana      | Salvada   | Salvada   | Salvada   | Salvada   | Salvada   | Salvada   | Salvada   | Eliminada |
| Carole       | Gana      | Gana      | Salvada   | Gana      | Gana      | Salvada   | Salvada   | Inmune    | Salvada   | Salvada   | Salvada   | Eliminada |           |
| Régis        | Salvado   | Salvado   | Gana      | Salvado   | Salvado   | Salvado   | Salvado   | Salvado   | Salvado   | Salvado   | Eliminado |           |           |
| Hakim        | Salvado   | Salvado   | Gana      | Salvado   | Salvado   | Salvado   | Eliminado | Reingresa | Salvado   | Eliminado |           |           |           |
| Charlène     | Salvada   | Salvada   | Gana      | Salvada   | Salvada   | Salvada   | Salvada   | Salvada   | Eliminada |           |           |           |           |
| Christophe   | Gana      | Gana      | Salvado   | Gana      | Gana      | Salvado   | Salvado   | Eliminado |           |           |           |           |           |
| Christopher  | Gana      | Gana      | Salvado   | Gana      | Gana      | Salvado   | Inmune    | Abandona  |           |           |           |           |           |
| Jean-Bernard | Gana      | Gana      | Salvado   | Gana      | Gana      | Eliminado |           |           |           |           |           |           |           |
| Alain        |           |           | Ingresa   | Salvado   | Eliminado |           |           |           |           |           |           |           |           |
| Jessica      | Salvada   | Salvada   | Gana      | Eliminada |           |           |           |           |           |           |           |           |           |
| Morgane      | Gana      | Gana      | Eliminada |           |           |           |           |           |           |           |           |           |           |
| Irya         | Eliminada | Eliminada |           |           |           |           |           |           |           |           |           |           |           |
| Céga         | Salvado   | Abandona  |           |           |           |           |           |           |           |           |           |           |           |
| Valérie      | Salvado   | Abandona  |           |           |           |           |           |           |           |           |           |           |           |

- Simbología
- Competencia en Equipos (Día 1-15)

     El participante pierde junto a su equipo pero no es eliminado.
     El participante pierde junto a su equipo y posteriormente es eliminado.
     El participante gana junto a su equipo y continua en competencia.
     El participante es eliminado, pero vuelve a ingresar.
     El participante abandona la competencia.
Competencia individual (Día 15-39)
     Ganador de Koh Lanta.
     2°.Lugar de Koh Lanta.
     El participante gana la competencia y queda inmune.
     El participante pierde la competencia, pero no es eliminado.
     El participante es eliminado de la competencia.

## Audiencias
| Episodio | Fecha de emisión           | Espectadores | Horario       |
| -------- | -------------------------- | ------------ | ------------- |
| 1        | «4 de julio de 2008»       | 7.170.000    | 20:45 - 22:30 |
| 2        | «11 de julio de 2008»      | 7.040.000    | 20:45 - 22:15 |
| 3        | «18 de julio de 2008»      | 6.990.000    | 20:45 - 22:15 |
| 4        | «25 de julio de 2008»      | 6.460.000    | 20:45 - 22:25 |
| 5        | «1 de agosto de 2008»      | 6.550.000    | 20:50 - 22:05 |
| 6        | «8 de agosto de 2008»      | 6.540.000    | 20:45 - 23:15 |
| 7        | «15 de agosto de 2008»     | 5.680.000    | 20:45 - 23:40 |
| 8        | «22 de agosto de 2008»     | 6.910.000    | 20:45 - 23:25 |
| 9        | «29 de agosto de 2008»     | 6.800.000    | 20:45 - 22:35 |
| 10       | «5 de septiembre de 2008»  | 7.740.000    | 20:45 - 23:25 |
| 11 y 12  | «12 de septiembre de 2008» | 7.160.000    | 20:45 - 23:25 |
| 13       | «20 de septiembre de 2008» | 7.090.000    | 20:45 - 23:25 |